# Бернд Гейнґ
Бернд Гейнґ (нім. Bernd Höing, 4 березня 1955) — німецький академічний веслувальник.
Олімпійський чемпіон 1980 року в складі вісімки.
Чемпіон світу 1978, 1979 років у складі вісімки, срібний призер 1982, 1983 років у складі вісімки.